# Ådalens tidning
Ådalens tidning  var en dagstidning i Sollefteå som gavs ut 6 december 1907 till 18 december 1908. Fullständig titel Ådalens tidning / Nyhets- och annonsblad för Sollefteå och Ådalarna.

## Redaktion
Redaktionsort var hela tiden Sollefteå. Tidningens politisk tendens var frisinnad. Tidningen var tvådagarstidning med tisdag och fredag som utgivningsdagar. Ansvarig utgivare var Petrus Hugo Leopold Hägglund från 13 november till tidningens upphörande. Han var också redaktör för tidningen helat tiden.

## Tryckning
Tidningen trycktes av Ådalens boktryckeri aktiebolag i Sollefteå hela tiden. Tidningen trycktes bara i svart, på en stor satsyta med 4 sidor och med typsnittet antikva. 1907 betalade prenumeranterna 40 öre i månaden, 1908 2,25 kr i årsavgift.